# Schmidt Ocean Institute
Das Schmidt Ocean Institute ist eine private, gemeinnützige Stiftung mit Sitz in Palo Alto im US-amerikanischen Bundesstaat Kalifornien, die im März 2009 von Eric Schmidt und Wendy Schmidt gegründet wurde.
Ziel der Stiftung ist die Unterstützung der Meeresforschung durch die Bereitstellung von Forschungsschiffen, die mit modernster Technologie ausgerüstet sind. Die Stiftung legt Wert auf einen transparenten Austausch der gewonnenen Forschungsergebnisse und fördert diesen.
Das Schmidt Ocean Institute führt in Zusammenarbeit mit derzeit 89 namhaften Forschungseinrichtungen und Universitäten (Stand: August 2020) Forschungsprojekte durch. Auch mit dem deutschen Institut Geomar Helmholtz-Zentrum für Ozeanforschung Kiel besteht eine Kooperation.

## Forschungsschiffe
Lone Ranger, ein circa 77 Meter langer, ehemaliger Schlepper, der 1973 auf der Werft Schichau Unterweser in Bremerhaven gebaut wurde, wurde im Jahr 2009 von Peter B. Lewis, einem US-amerikanischen Geschäftsmann, an das Institut gespendet. Die Lone Ranger wurde vom Institut bei verschiedenen Forschungsfahrten im Atlantik eingesetzt. Im Jahr 2012 wurde das Schiff aus der wissenschaftlichen Flotte des Schmidt Ocean Institute ausgegliedert und außer Dienst gestellt. Der Nachfolger von Lone Ranger wurde die Falkor, ein circa 83 Meter langes, ehemaliges deutsches Fischereischutzschiff, das im Jahr 2009 von der deutschen Bundesregierung verkauft wurde. Zwischen 2009 und 2012 wurde die Falkor auf der deutschen Werft Peters Schiffbau in Wewelsfleth umfassend umgebaut und mit modernster Technologie ausgerüstet. Der Umbau kostete 60 Millionen USD.
Die Programmmanager des Schmidt Ocean Institute hatten Wissenschaftler aus der ganzen Welt eingeladen, sich für die Nutzung der Falkor als Expeditions- und Forschungsschiff zu bewerben. Forschungsvorschläge für die Zeit an Bord der Falkor wurden von unabhängigen Wissenschaftlern begutachtet. Mit dem Forschungsschiff Falkor wurden in der Zeit von März 2013 bis August 2020 insgesamt 65 Forschungsfahrten durchgeführt. Im März 2022 spendete das Schmidt Ocean Institute das Schiff an das Consiglio Nazionale delle Ricerche. Im gleichen Jahr wurde das Nachfolgeschiff Falkor (too) umgebaut.